# جوئلسون فرناندز
جوئلسون فرناندز (انگلیسی: Joelson Fernandes؛ زادهٔ ۲۸ فوریهٔ ۲۰۰۳) بازیکن فوتبال اهل پرتغال است که در حال حاضر برای هاتای‌اسپور در پست هافبک بازی می‌کند.
از باشگاه‌هایی که در آن بازی کرده است می‌توان به اسپورتینگ اشاره کرد.
وی همچنین در تیم‌های ملی فوتبال زیر ۱۵ سال، زیر ۱۶ سال، زیر ۱۷ سال، زیر ۱۸ سال، زیر ۱۹ سال، زیر ۲۰ سال و زیر ۲۱ سال پرتغال بازی کرده است.

## زندگی شخصی
جوئلسون که در بیسائو، پایتخت گینه بیسائو، به دنیا آمد، در سال ۲۰۱۴ به پرتغال مهاجرت کرد.
خانوادهٔ جوئلسون فرناندز پیوندهای بسیار نزدیکی با فوتبال و اسپورتینگ پرتغال دارند: پدرش، مانگو، عضو تیم‌های پایهٔ اسپورتینگ بود، پیش از آن‌که به یک مدیر برنامهٔ فوتبالی تبدیل شود، و برادر کوچک‌تر جوئلسون، سنا، نیز عضوی از آکادمی «شیرها» بود. برادر بزرگ‌تر او، ریکاردو، و پسرعمویش روجر فرناندز نیز از بازیکنان حرفه‌ای فوتبال هستند.

## دوران باشگاهی
بازی جوئلسون باعث شده او را با ستارهٔ سابق رئال مادرید، کریستیانو رونالدو، مقایسه کنند. او توجه چند باشگاه بزرگ اروپایی مانند آربی لایپزیگ، بوروسیا دورتموند و آرسنال را به خود جلب کرد.
او پس از دنیاگیری کووید–۱۹ تمرین با تیم نخست را آغاز کرد، و نخستین‌بار در ۱۸ ژوئن ۲۰۲۰ در فهرست نیمکت‌نشین‌های یک بازی لیگا نوس مقابل تون‌دلا قرار گرفت.
در ۳۱ اوت ۲۰۲۱، جوئلسون با قراردادی قرضی دوساله به بازل پیوست. او در فصل ۲۲–۲۰۲۱ به تیم اصلی بازل زیر نظر سرمربی پاتریک راهمن ملحق شد. جوئلسون نخستین بازی‌اش در لیگ داخلی را در دیداری خارج از خانه در کورناردو در ۱۲ سپتامبر انجام داد، جایی که بازل به تساوی ۱–۱ برابر لوگانو دست یافت. با این حال، در ۲ سپتامبر ۲۰۲۲، این قرارداد به‌طور توافقی پیش از موعد فسخ شد. در طول این دوره، جوئلسون مجموعاً ۲۸ بازی برای بازل انجام داد و ۲ گل به ثمر رساند. از این تعداد، ۱۸ بازی در سوپر لیگ سوئیس، ۳ بازی در جام حذفی سوئیس، ۲ بازی در لیگ کنفرانس اروپا و ۵ بازی دوستانه بود. هر دو گلش را در بازی‌های تدارکاتی زد.
در ۱۱ ژوئیه ۲۰۲۳، جوئلسون با انتقالی آزاد به باشگاه ترکیه‌ای هاتای‌اسپور پیوست؛ باشگاه اسپورتینگ ۵۰٪ از حقوق اقتصادی این بازیکن را برای خود حفظ کرد.

## دوران ملی
با توجه به تابعیت دوگانه‌اش، جوئلسون واجد شرایط بازی برای هر دو تیم ملی پرتغال و گینه بیسائو است.
او در نوامبر ۲۰۱۹، در حالی‌که تنها ۱۶ سال داشت، به تیم زیر ۱۷ سال پرتغال دعوت شد و در یک بازی مقدماتی یورو مقابل آلبانی به میدان رفت. او در سپتامبر ۲۰۲۰ نخستین بازی‌اش را برای تیم زیر ۲۱ سال پرتغال انجام داد.